# Never Tear Us Apart
Never Tear Us Apart is een nummer van de Australische rockband INXS. Het is de vierde single van hun zesde studioalbum Kick uit 1987. Op 8 augustus 1988 werd het nummer wereldwijd op single uitgebracht.

## Achtergrond
De single werd een hit in Oceanië, de Verenigde Staten, Canada, het Verenigd Koninkrijk en het Nederlandse taalgebied. In Australië, INXS' thuisland, werd de 14e positie bereikt, in Nieuw-Zeeland de 21e, Canada de 9e, de VS de 7e, de Eurochart Hot 100 de 60e, Duitsland de 66e, Ierland de 21e en in het Verenigd Koninkrijk de 24e positie in de UK Singles Chart.
In Nederland werd de plaat veel gedraaid op Radio 3 en werd een radiohit in de destijds twee hitlijsten op de nationale publieke popzender. De plaat bereikte de 7e positie in de Nederlandse Top 40 en de 9e positie in de Nationale Hitparade Top 100.
In België bereikte de plaat de 8e positie in zowel de voorloper van de Vlaamse Ultratop 50 als de Vlaamse Radio 2 Top 30. In Wallonië werd géén notering behaald.
In 2001 scoorde de Britse dj Tall Paul een hit in eigen land met enkele samples die hij verwerkte in het nummer Precious heart.
Sinds de allereerste editie in december 1999 staat de plaat onafgebroken genoteerd in de jaarlijkse NPO Radio 2 Top 2000 van de Nederlandse publieke radiozender NPO Radio 2, met als hoogste notering een 315e positie in 2000.

## NPO Radio 2 Top 2000
| Nummer met noteringen in de NPO Radio 2 Top 2000 | '99 | '00 | '01 | '02 | '03 | '04 | '05 | '06 | '07  | '08 | '09 | '10 | '11 | '12 | '13 | '14 | '15 | '16 | '17 | '18 | '19 | '20 | '21 | '22 | '23 | '24 |
| ------------------------------------------------ | --- | --- | --- | --- | --- | --- | --- | --- | ---- | --- | --- | --- | --- | --- | --- | --- | --- | --- | --- | --- | --- | --- | --- | --- | --- | --- |
| Never Tear Us Apart                              | 361 | 315 | 503 | 487 | 534 | 482 | 840 | 791 | 1079 | 705 | 946 | 842 | 765 | 871 | 714 | 654 | 704 | 701 | 620 | 835 | 761 | 656 | 601 | 551 | 603 | 574 |

1. ↑  Een vetgedrukt getal geeft de hoogste notering aan.